# Goodia incana
Goodia incana är en fjärilsart som beskrevs av L.Sonthonnax. Goodia incana ingår i släktet Goodia och familjen påfågelsspinnare. Inga underarter finns listade i Catalogue of Life.